# Зьявиньский, Лукаш
Лукаш Зьявиньский (пол. Łukasz Zjawiński; родился 11 июля 2001 года, Пщина, Польша) — польский футболист, нападающий клуба «Лехия» (Гданьск), выступающий на правах аренды за «Видзев».

## Клубная карьера
Воспитанник нескольких польских клубов. За резервную команду «Легии» дебютировал в матче против «Брони». Свой первый гол забил в ворота «Свита». 1 июля 2019 года был отдан в аренду в «Сталь» (Сталёва-Воля). За клуб дебютировал в матче против «Ресовии», где забил гол. За «Сталь» сыграл 17 встреч, забил один мяч. Всего за «Легию II» сыграл 26 матчей, где забил 4 мяча.
8 августа 2020 года перешёл в «Сталь» (Мелец). За клуб дебютировал в матче против «Гурника» (Забже). Свой первый гол забил в ворота клуба «Ягеллония». В матче против «Легии» Лукаш Зьявиньский трижды заработал пенальти для своей команды; в итоге команда одержала победу со счётом 3:2. Всего за «Сталь» сыграл 26 матчей, где забил один гол.
30 июля 2021 года перешёл в «Лехию» (Гданьск). За клуб дебютировал в матче против «Вислы» (Краков). 3 января 2022 года был отдан в аренду в клуб «Сандецья». Дебютировал в матче против «Катовице», где забил гол. В матче против «Тыхы» оформил дубль. Всего за команду сыграл 14 матчей, забил 9 мячей. 17 августа был отдан в аренду в «Видзев». Дебютировал в матче против «Варты».

## Карьера в сборной
За различные молодёжные сборные Польши сыграл 14 матчей.